# Hartelius (bokhandel)
Hartelius var en bok- och pappershandel vid Södra Hamngatan 37 i Göteborg, grundad 1849.

## Historia
Den 15 november 1849 öppnade bokhandlaren och boktryckaren Carl Fritiof Arwidsson (född 1828) sin bokhandel på Södra Hamngatan 37, hörnet Östra Hamngatan, i kvarteret Arkaden. Affärerna utvecklades mycket väl och förutom bokhandeln drev Arwidsson Skandinaviens största leksaksaffär samt startade en tryckeriverksamhet i Göteborg i mars 1846. Leksaksaffären tog allt mer av Arwidssons tid, och i juli 1886 sålde han därför sin bokhandel till bokhandlare J. A. Waldemar Hartelius (1848-1920). Hartelius hade börjat som biträde hos Gumperts bokhandel på Södra Hamngatan 35 den 1 september 1873, och var delägare i Gumperts 1882-1886.
Omsättningen mångdubblades snart och verksamheten utvidgades därför till filialer på Vasagatan 17 (1894), Karl Gustavsgatan 17 (1889-1949), och efter Hartelius död även på Kungsgatan 48 (1922) som 1924 flyttade till Kungsgatan 27 och då detta hus revs till Västra Hamngatan 18. År 1934 slogs dessa båda affärer ihop till en på Västra Hamngatan 18, där man fanns kvar till 1944, då verksamheten flyttade till Västra Hamngatan 16 och fanns kvar där till att byggnaden revs. Senare har Hartelius haft en bokhandel i köpmannavaruhuset Kompassen (nedlagd 1975) och en vid Masthuggstorget. I Mölndal öppnades en butik 1922.